# 蔡媽基
蔡媽基（1886年1月10日—不詳），臺灣日治時期臺灣人企業家，出身於今高雄市。

## 生平
蔡媽基由三井苦力頭起家，經營媽基旅館、三井物產會社石炭特約販賣、擔任高雄勞働許給組合總監督，曾和胡知頭等人提議重建三山國王廟，又與林迦投資興建壽星座。蔡媽基與黃慶雲、胡知頭、林迦、駱榮金並稱塩埕五虎。

## 引用資料
1. ↑  株式會社臺灣新聞社. . 株式會社臺灣新聞社. 1935年: 273.
2. ↑  原幹次郎. . 臺北市: 勤勞と富源社. 1931年: 229.
3. ↑  林曙光. . 高雄市: 春暉出版社. 1993年2月.